# Dilobocondyla didita
Dilobocondyla didita é uma espécie de formiga do gênero Dilobocondyla, pertencente à subfamília Myrmicinae.